# بلدية المعذر
بلدية المعذر، هي إحدى بلديات مدينة الرياض في المملكة العربية السعودية.

## الأحياء التابعة لها
- حي النخيل الغربي
- حي النخيل
- حي المحمدية
- حي الرحمانية
- حي الرائد
- حي أم الحمام الغربي
- حي أم الحمام الشرقي
- حي المعذر الشمالي
- حي العليا (جزئي).[1][2]

## مهام البلدية
- مهام قسم إصدار الرخص والشهادات الصحية
- مهام قسم إصدار رخص المباني
- مهام قسم إصدار رخص الحفريات
- مهام قسم أعمال الوقاية الصحية
- مهام قسم مراقبة البناء
- مهام قسم مراقبة خدمات المرافق البلدية
- مهام قسم مراقبة الأسواق التجارية
- مهام قسم حماية المسطحات الخضراء
- مهام قسم مراقبة المواد الغذائية.[3]

## أنشطة ومشاريع البلدية
- ملاعب الأطفال
- الحدائق
- صيانة الطرق
- تصريف السيول
- الرصف والإنارة والتشجير
- الأنفاق
- تنظيف الأراضي الفضاء.[4]

## انظر ايضاً
- الرياض
- بلدية عتيقة
- بلدية عرقة

## وصلات خارجية
- بلدية المعذر تستقبل مكالمات المواطنين.